# Triepeolus
Triepeolus is een geslacht van vliesvleugelige insecten uit de familie bijen en hommels (Apidae)

## Soorten
- T. aguilari Moure, 1955
- T. alvarengai Moure, 1955
- T. ancoratus Cockerell, 1916
- T. antiguensis Cockerell, 1949
- T. antiochensis Rightmyer, 2008
- T. argentimus Rightmyer, 2008
- T. argus Rightmyer, 2008
- T. argyreus (Cockerell, 1907)
- T. atoconganus Moure, 1955
- T. atripes Mitchell, 1962
- T. aztecus (Cresson, 1878)
- T. balteatus Cockerell, 1921
- T. bihamatus (Cockerell, 1907)
- T. bilineatus Cockerell, 1949
- T. bilunatus Cockerell, 1949
- T. bimorulus Rightmyer, 2008
- T. blaisdelli Cockerell & Sandhouse, 1924
- T. brittaini Cockerell, 1931
- T. brunnescens Cockerell & Sandhouse, 1924
- T. buchwaldi (Friese, 1908)
- T. californicus (Cresson, 1878)
- T. callopus Cockerell, 1905
- T. cameroni (Meade-Waldo, 1913)
- T. circumculus Rightmyer, 2008
- T. claytoni Rightmyer, 2008
- T. concavus (Cresson, 1878)
- T. cressonii (Robertson, 1897)
- T. cruciformis Rightmyer, 2008
- T. cuabitensis Genaro, 1999
- T. cuneatus Cockerell, 1917
- T. custeri Cockerell, 1926
- T. cyclurus Cockerell, 1923
- T. charlesi Rightmyer, 2008
- T. dacotensis (Stevens, 1919)
- T. denverensis Cockerell, 1910
- T. diffusus Rightmyer, 2008
- T. dilutus Rightmyer, 2008
- T. distinctus (Cresson, 1878)
- T. diversipes Cockerell, 1924
- T. donatus (Smith, 1854)
- T. edwardi Rightmyer, 2008
- T. eldoradensis (Cockerell, 1910)
- T. engeli Rightmyer, 2008
- T. epeolurus Rightmyer, 2004
- T. exilicurvus Rightmyer, 2008
- T. flavigradus Rightmyer, 2008
- T. flavipennis (Friese, 1917)
- T. fraserae Cockerell, 1904
- T. fulgidus Rightmyer, 2008
- T. georgicus Mitchell, 1962
- T. grandis (Friese, 1917)
- T. grindeliae Cockerell, 1907
- T. griswoldi Rightmyer, 2008
- T. haematurus Cockerell & Sandhouse, 1924
- T. helianthi (Robertson, 1897)
- T. hopkinsi Cockerell, 1905
- T. interruptus Rightmyer, 2008
- T. intrepidus (Smith, 1879)
- T. inyoensis Cockerell & Sandhouse, 1924
- T. isocomae Cockerell, 1904
- T. isohedrus Rightmyer, 2008
- T. jennieae Rightmyer, 2008
- T. joliae Rightmyer, 2008
- T. junctus Mitchell, 1962
- T. kathrynae Rozen, 1989
- T. lateralis Rightmyer, 2008
- T. laticaudus Cockerell, 1921
- T. laticeps (Friese, 1917)
- T. lectiformis (Cockerell, 1925)
- T. loomisorum Rozen, 1989
- T. lunatus (Say, 1824)
- T. lusor Cockerell, 1925
- T. margaretae Rightmyer, 2008
- T. martini (Cockerell, 1900)
- T. mauropygus Rightmyer, 2008
- T. medusa Cockerell, 1917
- T. melanarius Rightmyer, 2008
- T. mensae Cockerell, 1924
- T. metatarsalis (Friese, 1921)

- T. mexicanus (Cresson, 1878)
- T. micropygius Robertson, 1903
- T. micheneri Rightmyer, 2008
- T. michiganensis Mitchell, 1962
- T. mitchelli Hurd, 1979
- T. mojavensis Linsley, 1939
- T. monardae Mitchell, 1962
- T. nayaritensis Rightmyer, 2008
- T. nemoralis (Holmberg, 1886)
- T. nevadensis (Cresson, 1878)
- T. nigrihirtus Mitchell, 1962
- T. nisibonensis Genaro, 2001
- T. norae Cockerell, 1907
- T. obliteratus Graenicher, 1911
- T. occidentalis (Cresson, 1878)
- T. osiriformis (Schrottky, 1910)
- T. pacis Cockerell, 1925
- T. paenepectoralis Viereck, 1905
- T. parkeri Rightmyer, 2008
- T. partitus Rightmyer, 2008
- T. parvidiversipes Rightmyer, 2008
- T. parvus Rightmyer, 2008
- T. pectoralis (Robertson, 1897)
- T. penicilliferus (Brues, 1903)
- T. permixtus (Cockerell, 1923)
- T. perpictus Rightmyer, 2008
- T. phaeopygus Rightmyer, 2008
- T. pomonalis Cockerell, 1916
- T. punctoclypeus Rightmyer, 2008
- T. quadratus Rightmyer, 2008
- T. quadrifasciatus (Say, 1823)
- T. remigatus (Fabricius, 1804)
- T. rhododontus Cockerell, 1921
- T. robustus (Cresson, 1878)
- T. rohweri Cockerell, 1911
- T. roni Genaro, 1999
- T. rufithorax Graenicher, 1928
- T. rufoclypeus (Fox, 1891)
- T. rufotegularis (Ashmead, 1900)
- T. rugosus Mitchell, 1962
- T. rugulosus (Cockerell, 1917)
- T. sarothrinus (Cockerell, 1929)
- T. saturninus Cockerell & Sandhouse, 1924
- T. scelestus (Cresson, 1878)
- T. schwarzi Cockerell, 1921
- T. segregatus (Cockerell, 1900)
- T. sequior Cockerell, 1921
- T. simplex Robertson, 1903
- T. simulatus Rightmyer, 2008
- T. subalpinus Cockerell, 1910
- T. sublunatus Cockerell, 1907
- T. subnitens Cockerell & Timberlake, 1929
- T. tanneri Cockerell, 1928
- T. tepanecus (Cresson, 1878)
- T. texanus (Cresson, 1878)
- T. timberlakei Cockerell, 1929
- T. totonacus (Cresson, 1878)
- T. townsendi Cockerell, 1907
- T. tristis (Smith, 1854)
- T. utahensis (Cockerell, 1921)
- T. ventralis (Meade-Waldo, 1913)
- T. verbesinae (Cockerell, 1897)
- T. vernus Rightmyer, 2008
- T. vicinus (Cresson, 1865)
- T. victori Genaro, 1998
- T. warriti Rightmyer, 2008
- T. wilsoni (Cresson, 1865)
- T. zacatecus (Cresson, 1878)